# Markus Schiegl
Markus Schiegl (Kufstein, 7 giugno 1975) è un ex slittinista austriaco specializzato nel doppio. Gareggiò sempre in coppia con il cugino Tobias Schiegl.

## Biografia
Iniziò a gareggiare per la nazionale austriaca nelle varie categorie giovanili nella specialità del doppio, ottenendo quali migliori risultati due medaglie d'argento ed una di bronzo ai campionati mondiali juniores e la vittoria nella classifica finale della Coppa del Mondo juniores nel 1991/92.
A livello assoluto esordì in Coppa del Mondo nella stagione 1992/93, conquistò il primo podio il 2 dicembre 1993 nel doppio a Sigulda (3°) e la prima vittoria il 30 gennaio 1994 nel doppio ad Altenberg. In classifica generale, come miglior risultato, si piazzò per due volte al secondo posto nella specialità del doppio: nel 1993/94 e nel 1998/99.
Prese parte a cinque edizioni dei Giochi olimpici invernali, esclusivamente nel doppio: a Lillehammer 1994 ottenne la decima posizione, a Nagano 1998 concluse la gara al quarto posto, a Salt Lake City 2002 ottenne la sesta piazza, a Torino 2006 giunse nuovamente quarto ed a Vancouver 2010, in quella che fu la sua ultima gara a livello internazionale, giunse ottavo.
In carriera ha conquistato quattordici medaglie, delle quali cinque d'oro, ai campionati mondiali, due nel doppio e tre nella gara a squadre. Ottenne inoltre otto medaglie a livello europeo.

## Palmarès

### Mondiali
- 14 medaglie:
  - 5 ori (doppio, gara a squadre ad Altenberg 1996; doppio, gara a squadre ad Igls 1997; gara a squadre a Königssee 1999);
  - 5 argenti (gara a squadre a Calgary 1993; doppio a Königssee 1999; doppio a Sigulda 2003; doppio ad Igls 2007; gara a squadre ad Oberhof 2008);
  - 4 bronzi (gara a squadre a Lillehammer 1995; gara a squadre a Sankt Moritz 2000; doppio a Calgary 2001; doppio ad Oberhof 2008).

### Europei
- 8 medaglie:
  - 2 argenti (gara a squadre a Sigulda 1996; doppio ad Altenberg 2002);
  - 6 bronzi (gara a squadre a Königssee 1994; doppio, gara a squadre ad Oberhof 1998; doppio a Winterberg 2000; gara a squadre ad Altenberg 2002; doppio a Sigulda 2010).

### Mondiali juniores
- 3 medaglie:
  - 2 argenti (doppio, gara a squadre a Sapporo 1992);
  - 1 bronzo (gara a squadre a Königssee 1991).

### Coppa del Mondo
- Miglior piazzamento in classifica generale nel doppio: 2° nel 1993/94 e nel 1998/99.
- 46 podi (37 nel doppio, 9 nelle gare a squadre):
  - 6 vittorie (5 nel doppio, 1 nella gara a squadre);
  - 18 secondi posti (13 nel doppio, 5 nelle gare a squadre);
  - 22 terzi posti (19 nel doppio, 3 nelle gare a squadre).

#### Coppa del Mondo - vittorie
| Data             | Luogo      | Paese    | Disciplina                                                          |
| ---------------- | ---------- | -------- | ------------------------------------------------------------------- |
| 30 gennaio 1994  | Altenberg  | Germania | Doppio con Tobias Schiegl                                           |
| 28 novembre 1998 | Altenberg  | Germania | Doppio con Tobias Schiegl                                           |
| 13 dicembre 2001 | Igls       | Austria  | Doppio con Tobias Schiegl                                           |
| 26 gennaio 2003  | Igls       | Austria  | Doppio con Tobias Schiegl                                           |
| 21 gennaio 2007  | Altenberg  | Germania | Doppio con Tobias Schiegl                                           |
| 9 dicembre 2007  | Winterberg | Germania | Gara a squadre con Tobias Schiegl, Nina Reithmayer e Daniel Pfister |

### Coppa del Mondo juniores
- Vincitore della Coppa del Mondo juniores nella specialità del doppio nel 1991/92.